# 嘉怡路駅
座標: 北緯31度26分10.56秒 東経121度34分14.72秒 / 北緯31.4362667度 東経121.5707556度
嘉怡路駅（かいろえき）は、中華人民共和国上海市嘉定区江橋鎮、曹安公路と華江公路、嘉怡路の交差点にある、上海軌道交通14号線の駅である。

## 駅構造
島式ホーム1面2線の地下駅で、出口は2箇所ある。

## 駅出口
- 1号出口 - 曹安公路、嘉怡路
- 4号出口 - 曹安公路、江佳路

## 隣の駅
上海地下鉄
 14号線
臨洮路駅 - 嘉怡路駅 - 定辺路駅